# 片岡仁左衛門一家殺害事件
片岡仁左衛門一家殺害事件（かたおかにざえもん いっか さつがい じけん）は、1946年（昭和21年）3月に発生した殺人事件である。歌舞伎役者一家5人が住み込みの男に殺された。

## 概要
1946年3月16日、東京都渋谷区千駄ヶ谷で歌舞伎役者・十二代目片岡仁左衛門一家5人が殺害されているのが見つかる。殺されたのは、片岡仁左衛門（当時65歳）、その妻で元日活女優の小町とし子（当時26歳）、四男（当時2歳）、女中2人（当時12歳と当時69歳）である。5人とも頭を薪割り用の斧で殴られていた。特にとし子は頭部をめった打ちにされていた。
捜査線上に浮かんだのは、殺害された女中（当時12歳）の兄・Ｉ（当時22歳）で、事件直後から行方が分からなくなっていた。捜査本部はＩを指名手配し、3月30日に逃亡先の宮城県川渡温泉で逮捕した。
捜査によって、Ｉは仁左衛門宅に座付見習作家として住み込みで働いていたが、戦後間もない当時の食料事情の悪さなどから配給米を不当に搾取され、1日2食（合計米1合3勺程度）しか与えられていなかったことと、とし子との諍いや、事件直前に仁左衛門がＩを「座付き作家としてセンスがない」などと罵倒したことが犯行の動機になったと伝えられている。
また、Ｉは薪を焚いての炊事をさせられていたのに対し、夫妻は蓄えた米を電気コンロで炊き、たくさん食べていた。さらに事件前日にはこれまで渡していた配給米をメリケン粉に変えるととし子から告げられたうえ、夫妻と口論になって仁左衛門から「今夜原稿を書いたら出て行け!」と怒鳴られた。さらに提出した原稿を「これでも作家か!」と酷評され、憤激を抱えたままＩは床に就いた。その翌日の早朝に便所に行った後に薪割り用の斧に足を躓かせ、それが契機となり斧で5人を殺害したという。そしてＩは台所にあった米とザラメを食べ、国民服に着替えた上で家にあった現金580円を盗んで現場から逃走した。なお、同じように冷遇を受けていた自身の妹まで殺害した理由についてＩは「止めに入った妹を勢い余って殺してしまった」と供述しており、妹を殺害する動機は当然無く、偶発的に殺してしまったものである。
ただし以上は全て、Ｉの供述に基づいたものであり、仁左衛門夫婦のＩに対する処遇などについては、遺族や関係者から異なる主張も出ている。
Ｉはそれまでに精神障害の既往はなかったが、取り調べで事件当時から逃走に至るまでの記憶が欠落していることが明らかとなったため東京大学医学部精神科教授の内村祐之による精神鑑定が行われた。鑑定結果は、激しい情動のため一時的な意識障害をおこしていたことを示唆するものであった。一方、内村とは別に精神鑑定を行った菊池甚一は、少なくとも2人目以降の殺人については一時的に精神病状態であったと結論づけた。
1947年10月22日、Ｉは無期懲役の判決を受けた。求刑は死刑であり、5人を残虐な手段で殺害しており、責任能力が認められれば死刑相当の事件であった。この刑について、一般には精神鑑定により心神耗弱状態だったと認定されたためとの説が流布されているが、実際の判決では全ての行為について責任能力を肯定すべきであるとしており、内村、菊池いずれの鑑定も採用されていないし、刑法39条の適用もしていない。それにも係わらず死刑判決にならなかったのは、低栄養や片岡家における葛藤、犯行前夜からの紛争、不眠等の理由で、Ｉの感情が著しく興奮して安定を失っていたことを考慮したものとのことである。Ｉは1960年代に恩赦で釈放されたとされているが、詳細については不明である。